# Johannes Silberschneider

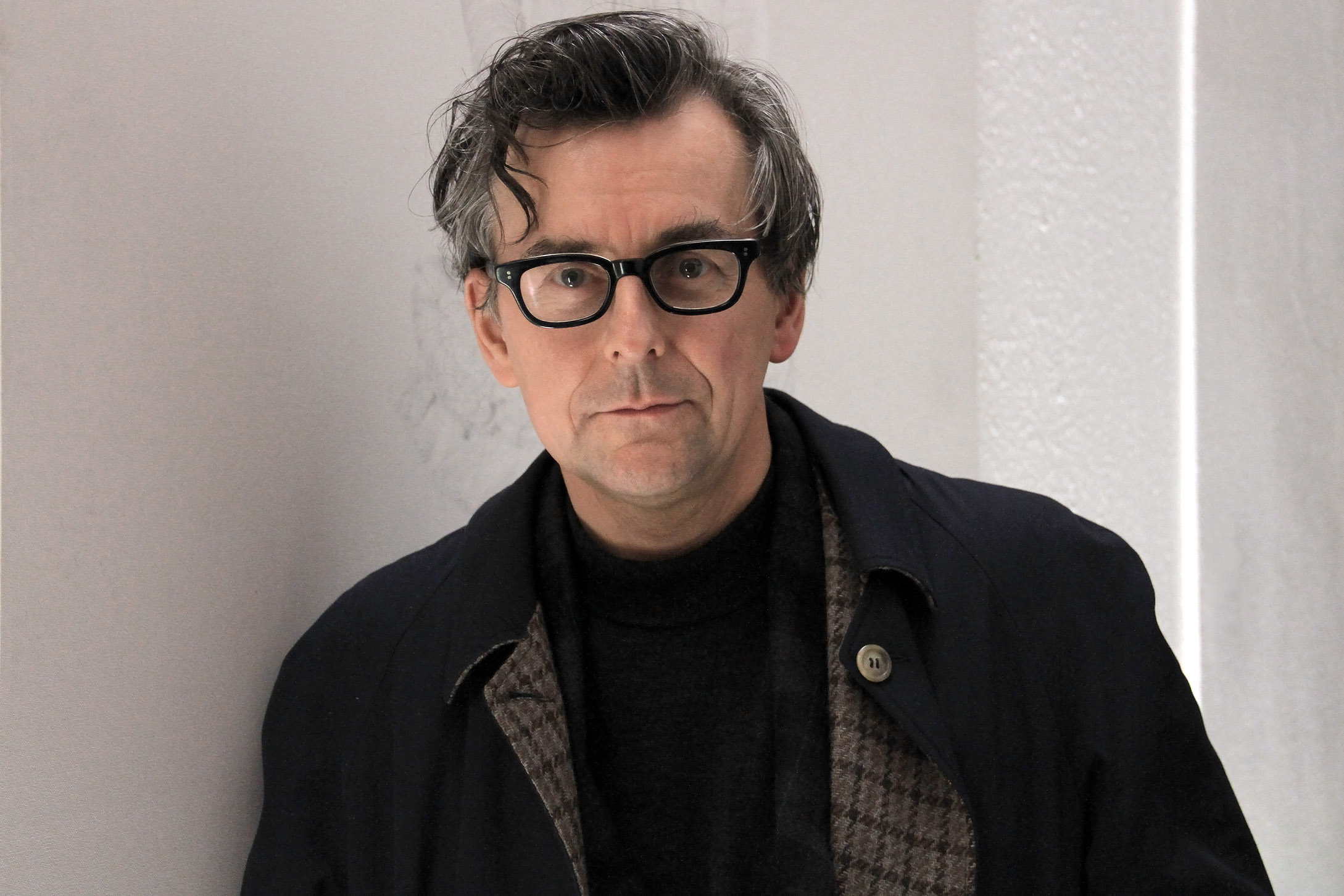
Johannes Silberschneider (2012)

Johannes Silberschneider (* 13. Dezember 1958 in Mautern, Steiermark) ist ein österreichischer Schauspieler. Er arbeitete an Theatern in Deutschland, Österreich und auch in der Schweiz und war bisher in über 100 Fernsehproduktionen und Kinofilmen zu sehen.

## Leben
Silberschneider besuchte das musisch-pädagogische Realgymnasium Eisenerz. Dort hatte er Auftritte mit der schuleigenen Bühnenspielgruppe und als Sänger in der Band Johnny Silver & his Clappers. Nach seinem Abschluss 1978 studierte er Schauspiel am Max Reinhardt Seminar.
Im Jahr 2002 wurde der Kurzfilm Copy Shop von Virgil Widrich, in dem Johannes Silberschneider die Hauptrolle spielte, für den Oscar als Bester Kurzfilm nominiert.
Ferner spielte Johannes Silberschneider ab 24. September 2011 am Schauspielhaus Graz die Hauptrolle in der Uraufführung von Geister in Princeton – einem Theaterstück aus der Feder Daniel Kehlmanns. Für diese Rolle wurde er in der Kategorie „Bester Schauspieler“ für den Nestroy-Theaterpreis 2012 nominiert. 2012 wurde Johannes Silberschneider mit dem Großen Diagonale-Schauspielpreis ausgezeichnet. Von 2013 bis 2016 stand er als „Armer Nachbar“ in der Jedermann-Inszenierung bei den Salzburger Festspielen auf der Bühne. Im Stück Die Wunderübung von Daniel Glattauer war Silberschneider von Februar 2017 bis Mai 2019 an der Seite von Margarethe Tiesel und Franz Solar am Schauspielhaus Graz zu sehen. In den Jahren 2019 und 2020 war Johannes Silberschneider als Titelheld in Jacobowsky und der Oberst, inszeniert von Janusz Kica, im Theater in der Josefstadt in Wien zu sehen.
Silberschneider lebt mit seiner Lebensgefährtin, der Schauspielerin Barbara de Koy, in München.

## Filmografie (Auswahl)
- 1982: Wohin und zurück – An uns glaubt Gott nicht mehr (1. Teil eines dreiteiligen Fernsehfilms nach einem Roman von Georg Stefan Troller)
- 1983: Herrenjahre
- 1986: Wohin und zurück – Santa Fè (2. Teil eines dreiteiligen Fernsehfilms nach einem Roman von Georg Stefan Troller)
- 1990: Werner – Beinhart!
- 1993: Kaspar Hauser
- 1995: Die Fernsehsaga – Eine steirische Fernsehgeschichte (Zweiteiliger Fernsehfilm)
- 1996: Charms Zwischenfälle
- 1997: Sophie – Schlauer als die Polizei
- 1998: Die rote Violine (The Red Violin)
- 1998: Das Mädchen deiner Träume
- 1998: Kommissar Rex Die Verschwörung
- 1999: Absolute Giganten
- 1999: Geliebte Gegner (Fernsehfilm)
- 1999: Jacks Baby
- 2000: Heimkehr der Jäger
- 2000: Die Ehre der Strizzis (Fernsehfilm)
- 2001: Tatort: Nichts mehr im Griff (Fernsehreihe)
- 2001: Tatort: Ein mörderisches Märchen
- 2001: Anne Frank (Anne Frank: The Whole Story)
- 2001: Copy Shop
- 2001: Tigermännchen sucht Tigerweibchen (Fernsehfilm)[3]
- 2001: Zwölfeläuten (Fernsehfilm)
- 2003: MA 2412 – Die Staatsdiener
- 2003: Es wird etwas geschehen
- 2004: Silentium
- 2004: Luisa Sanfelice
- 2004: Tatort: Tod unter der Orgel
- 2004: Der Bulle von Tölz: Sport ist Mord
- 2005: 11er Haus
- 2005: Trautmann (Fernsehreihe)
- 2006: Kleine Geheimnisse (Perl oder Pica)
- 2007: Das wilde Leben
- 2008: Ein Augenblick Freiheit
- 2008: Mord mit Aussicht: Fingerübungen (Fernsehserie, Folge 3)
- 2008: Zwerg Nase
- 2008: Gott schützt die Liebenden
- 2009: Desperados on the block
- 2009: Hitler vor Gericht
- 2009: Der Staatsanwalt – Das kleinere Übel
- 2009: Die göttliche Sophie
- 2009: Böses Erwachen (Fernsehfilm)
- 2010: Tatort: Glaube, Liebe, Tod
- 2010: Jud Süß – Film ohne Gewissen
- 2010: Henri 4
- 2010: Lüg weiter, Liebling (Fernsehfilm)
- 2010: Mahler auf der Couch
- 2010: Willkommen in Wien (Fernsehfilm)
- 2011: Die göttliche Sophie – Das Findelkind
- 2011: Uns trennt das Leben (Fernsehfilm)
- 2011: Der Mann mit dem Fagott
- 2011: Schnell ermittelt – Tamara Morgenstern
- 2012: Tatort: Kein Entkommen
- 2012: Rommel (Fernsehfilm)
- 2012: Die Schöne und das Biest
- 2013: Spaghetti Für Zwei (Kurzfilm)
- 2013: Alles Schwindel (Fernsehfilm)
- 2013: Rubinrot
- 2013: Bad Fucking
- 2013: Landkrimi – Steirerblut
- 2014: Agnieszka
- 2014: Frei (Fernsehfilm)
- 2014: Tatort: Paradies
- 2014: Hirngespinster
- 2014: Saphirblau
- 2015: Das ewige Leben
- 2016: Smaragdgrün
- 2016, 2021: SOKO Donau – Wir sind viele, Auf Abwegen
- 2016: Hannas schlafende Hunde
- 2017: Maximilian – Der Brautzug zur Macht
- 2017: Maria Mafiosi
- 2017: Sommerhäuser
- seit 2018: Blind ermittelt (Fernsehreihe)
- 2018: Blind ermittelt – Die toten Mädchen von Wien
- 2019: Blind ermittelt – Blutsbande (Die verlorenen Seelen von Wien)
- 2018: Küss die Hand, Krüger
- 2018: Zerschlag mein Herz
- 2018: Schnell ermittelt – Christine Zeitlberger
- 2019: Bella Germania
- 2019: Ein Dorf wehrt sich
- 2019: Im Schatten der Angst
- 2019: Stadtkomödie – Der Fall der Gerti B.
- 2020: Hochwald
- 2021: Stadtkomödie – Man kann nicht alles haben
- 2022: Vorstadtweiber (Fernsehserie)
- 2022: Die Rosenheim-Cops (Fernsehserie, Folge Es liegt was in der Luft)
- 2022: Der Altaussee-Krimi: Letzte Bootsfahrt (Fernsehfilm)
- 2022: Weber & Breitfuß
- 2023: Schnell ermittelt – Eberhard Bina
- 2023: Im Schatten der Angst – Du sollst nicht lügen (Fernsehfilm)
- 2023: Der Altaussee-Krimi: Letzter Saibling (Fernsehreihe)
- 2024: Mit einem Tiger schlafen
- 2024: Kafka (Fernsehserie)
- 2024: Die Fälle der Gerti B. (Fernsehserie)
- 2024: Der Altaussee-Krimi: Letzter Jodler (Fernsehreihe)
- 2025: Rosenthal

## Hörspiele
- 2015: Elfriede Jelinek: Wirtschaftskomödie – Regie: Leonhard Koppelmann (Hörspiel (6 Teile) – BR/DKultur)
- 2016: Franz Kafka: Das Schloss. Hörspiel in 12 Teilen, Rolle: Bürgel, Regie: Klaus Buhlert (BR Hörspiel und Medienkunst)
- 2019: Franz Dobler: Mörder und Gespenster – Regie: Ulrich Lampen (ARD Radio Tatort – BR)
- 2020: Franz Dobler: Bankraub und Gerechtigkeit – Regie: Ulrich Lampen (ARD Radio-Tatort – BR)
- 2023: Karen Duve: Sisi. Hörspiel in 4 Teilen, Rolle: Kaiser Franz Joseph, Regie: Martin Heindel, Produktion: Bayerischer Rundfunk. Als Podcast/Download im BR Hörspiel Pool[4]

## Auszeichnungen
- 2012: Großer Diagonale Schauspielpreis[5]
- 2020: ORF Hörspielpreise – Schauspieler des Jahres 2019[6]